# Careya
Careya é um género botânico pertencente à família Lecythidaceae.